# Donkey Kong (jogo eletrônico)
Donkey Kong (ドンキーコング, Donkī Kongu) é um jogo de arcade desenvolvido pela Nintendo, lançado em 1981. É um primeiro exemplo do gênero plataforma, uma vez que a jogabilidade foca na movimentação do personagem principal por uma série de plataformas enquanto desvia de obstáculos. No jogo, Jumpman (hoje conhecido como Mario) deve resgatar uma donzela em apuros, Lady (hoje conhecida como Pauline), de um macaco gigante chamado Donkey Kong. O herói e o macaco mais tarde se tornaram dois dos personagens mais populares da Nintendo.
Donkey Kong era o último em uma série de esforços da Nintendo para entrar no mercado norte-americano de jogos. Hiroshi Yamauchi, o presidente da Nintendo na época, delegou o projeto a um designer de jogos iniciante: Shigeru Miyamoto. Tomando uma vasta abrangência de inspirações, incluindo Popeye e King Kong, Miyamoto desenvolveu o cenário e desenhou o jogo em conjunto com o engenheiro-chefe da Nintendo, Gunpei Yokoi. Os dois abriram novos caminhos no mundo dos games ao utilizarem gráficos como um meio de caracterização, incluindo cutscenes para avançar o enredo do jogo, e integrando múltiplos níveis à jogabilidade.
Apesar de temores iniciais por parte da equipe estadunidense da Nintendo, Donkey Kong provou ser um sucesso comercial e de crítica na América do Norte e Japão. A Nintendo licenciou o jogo à Coleco, que desenvolveu a versão para consoles em diversas plataformas. Outras companhias clonaram o sucesso da Nintendo e conseguiram evitar o pagamento de royalties. Os personagens de Miyamoto apareceram em dezenas de produtos, como caixas de cereais e desenhos animados. Um processo judicial promovido pela Universal City Studios, alegando que Donkey Kong havia violado direitos autorais de King Kong, por fim saiu derrotado. O sucesso de Donkey Kong e a vitória da Nintendo nos tribunais ajudou a posicionar a empresa para dominar o mercado dos jogos eletrônicos nos anos 1980 e começo dos anos 1990.

## Jogabilidade
Donkey Kong é um dos primeiros exemplos do gênero plataforma (é por vezes dito ser o primeiro jogo de plataforma, apesar de ter sido precedido por Space Panic). Jogadores competitivos e árbitros afirmam o alto nível de dificuldade do jogo em comparação com outros jogos clássicos de arcade. Para vencer o jogo, necessita de paciência e a habilidade de determinar precisamente o momento de ascensão de Jumpman. Além de apresentar o objetivo de salvar Lady, o jogo também gera ao jogador um placar. Pontos são conferidos ao finalizar telas; pular sobre obstáculos; destruir objetos com um power-up de martelo; coletar itens como chapéus, guarda-sois, e bolsas (presumidamente pertencentes à Lady/Pauline); e completar outras tarefas. O jogador recebe três vidas com uma bônus conferida após primeiros 7 000 pontos. A maior pontuação registrada foi feita por Billy Mitchell em 26 de junho de 2007 quando ele conseguiu 1 050 200 pontos. Ele tem sido desafiado muitas vezes por Steve Wiebe, que mantém a segunda melhor pontuação com 1 049 100 pontos, atingidos em 23 de março de 2007.
O jogo é dividido em quatro níveis diferentes de uma tela. Cada um representa 25 metros da estrutura a qual Donkey Kong subiu, um nível sendo 25 metros mais alto que o anterior. A tela final ocorre aos 100 metros de altura. Conversões posteriores do jogo omitem ou mudam a sequência de telas;[carece de fontes?] a versão original de arcade inclui:
- Tela 1 (25 m) – Jumpman deve escalar um local de construção de sete andares feito de vigas mestras, usando e escadas entortadas e cortadas ao meio, enquanto salta sobre barris de óleo jogados por Donkey Kong. O herói também pode fazer uso de um martelo que adquire ao longo da fase: este martelo não necessita de botões para ser usado, Mario fica "batendo" o martelo repetidamente sem controle durante alguns segundos. Assim, o martelo é como um "escudo" contra os barris. O herói deve evitar bolas de fogo, que são geradas quando um barril de óleo colide com um tambor de óleo. Os jogadores rotineiramente chamam esta tela de "Barris".[5] Também deve-se citar que esta é a tela mais famosa do jogo, sendo normalmente usada quando é feita uma paródia ou referência visual a este jogo.[carece de fontes?]
- Tela 2 (50 m) – Jumpman deve escalar uma estrutura de cinco andares de esteiras rolantes, cada uma transportando tabuleiro de cimento. As bolas de fogo também fazem uma nova aparição. Esta tela é às vezes referida como "Fábrica" ou "Fábrica de Tortas" devido à similaridade dos tabuleiros de cimento com tortas.[5]
- Tela 3 (75 m) – Jumpman passeia para cima e para baixo através de elevadores enquanto evitando bolas de fogo e objetos que saltam, presumidamente trampolins. Os pesos que saltam (o maior perigo do herói nesta tela) emergem do nível superior e caem perto do elevador mais à direita. O nome comum da tela é "Elevadores."[5]
- Tela 4 (100 m) – Jumpman deve remover os oito rebites que sustentam Donkey Kong. As bolas de fogo viram agora chamas que aparecem de qualquer parte da fase permanecem como obstáculo primário. A remoção do último rebite causa a queda de Donkey Kong e o reencontro do herói com Lady. Esta é a tela final de cada nível. Os jogadores se referem a esta tela como "Rebites".[5]

Estas telas se combinam para formar níveis, que se tornam progressivamente mais difíceis. Por exemplo, Donkey Kong começa a jogar barris mais rapidamente e às vezes diagonalmente, e as bolas de fogo ficam mais rápidas. A música de vitória alterna entre os níveis 1 e 2. O 22º nível é não-oficialmente conhecido como uma kill screen, devido a um erro na programação do jogo que mata Jumpman após poucos segundos, efetivamente terminando o jogo. Com seus quatro níveis únicos, Donkey Kong foi o jogo eletrônico mais complexo na época de seu lançamento, e somente o segundo jogo à apresentar múltiplos níveis (o primeiro foi Gorf da Midway Games).

## Enredo
O epônimo Donkey Kong é o vilão de facto do jogo. Ele é o animal de estimação de um carpinteiro chamado Jumpman (um nome escolhido por sua similaridade com "Walkman" e "Pac-Man"; o personagem foi mais tarde renomeado para Mario, e transformado em um encanador, não um carpinteiro). O carpinteiro vive normalmente quando um macaco denominado Donkey Kong escapa e sequestra a namorada de Jumpman, originalmente conhecida como Lady, mas posteriormente chamada Pauline. O jogador deve assumir o controle de Jumpman e resgatar a garota. Esta foi a primeira ocorrência do cenário donzela em apuros que forneceria o modelo para incontáveis jogos eletrônicos que sucederiam.
O jogo utiliza gráficos e animação como veículos de caracterização. Donkey Kong sorri maliciosamente para a morte de Jumpman. Lady é instantaneamente reconhecida como fêmea por seu vestido cor-de-rosa e cabelos longos, e "HELP!" (em inglês:  Socorro!) aparece frequentemente ao seu lado. Jumpman, mostrado em macacão e boné vermelho, é um personagem do cotidiano, um tipo comum no Japão. Limitações gráficas forçaram o seu desenho: desenhar uma boca era muito difícil, então o personagem recebeu um bigode; os programadores não conseguiam animar cabelo, então a ele foi adicionado um boné; e para fazer seus movimentos dos braços visíveis, ele precisou de um macacão colorido. A arte usada para os fliperamas e materiais promocionais deixam estes desenhos de personagens cartunescos ainda mais explícitos. Lady/Pauline, por exemplo, aparece como uma Fay Wray descabelada em um vestido rasgado e sapatos de salto-alto.
Donkey Kong é o primeiro exemplo de uma narrativa completa contada em forma de jogo eletrônico, e emprega animações para avançar seu enredo. O jogo se inicia com o gorila subindo escadas até o topo de um local de construção. Ele coloca Lady no chão e bate com os pés, causando as vigas de aço à mudar de forma. Ele então se move até um local elevado e zomba. Esta breve animação estabelece a cena e adiciona contexto à jogabilidade, algo inédito para jogos eletrônicos. Chegando ao final do nível, outra cut scene começa. Um coração aparece entre Jumpman e Lady, mas Donkey Kong pega a mulher e escala ainda mais alto, causando a quebra do coração. A narrativa conclui quando Jumpman alcança o fim do último nível. Ele e Lady estão reunidos, e um breve intervalo toca. O jogo então recomeça em um nível mais alto de dificuldade.[carece de fontes?]

## Desenvolvimento e recepção

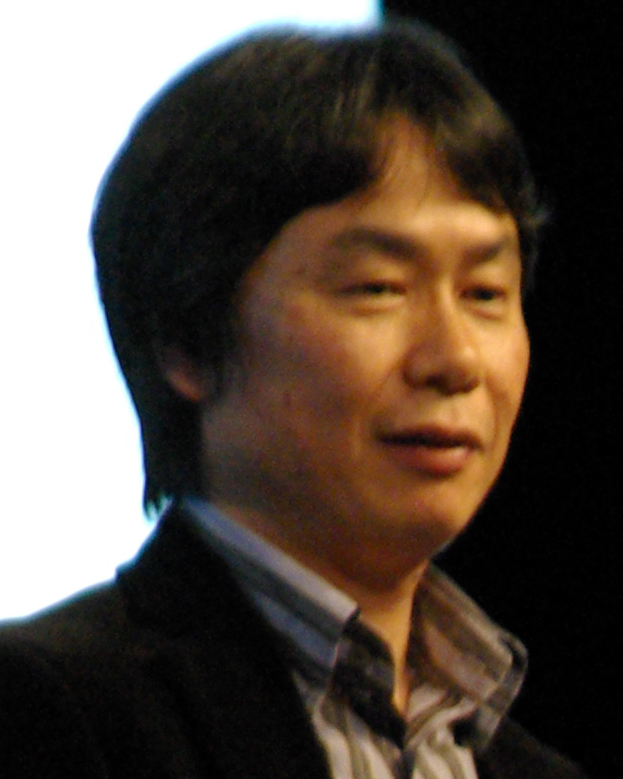
Shigeru Miyamoto, o criador de Donkey Kong.

Até o começo de 1981, os esforços da Nintendo para vender no mercado estado-unidense de jogos eletrônicos haviam falhado, culminando com o fracasso Radar Scope em 1980. Para manter a empresa sem prejuízo, o presidente da companhia Hiroshi Yamauchi decidiu converter os jogos não-vendidos de Radar Scope em algo novo. Ele abordou um jovem desenhista industrial chamado Shigeru Miyamoto, que estava trabalhando para a Nintendo desde 1977, para ver se Miyamoto acreditava que poderia desenhar um jogo de arcade. Miyamoto disse que poderia. Yamauchi nomeou o engenheiro-chefe, Gunpei Yokoi, para supervisionar o projeto. Algumas fontes também afirmam que Ikegami Tsushinki realizou uma parte do desenvolvimento.
Na época, Nintendo estava buscando obter uma licença para criar um jogo baseado na tira cômica Popeye. Quando isso não aconteceu, Nintendo decidiu que usaria esta oportunidade para criar novos personagens que poderiam ser comercializados e usados em jogos posteriores. Miyamoto inventou diversos personagens e conceitos de história, mas eventualmente decidiu usar um triângulo amoroso entre gorila/carpinteiro/namorada que se espelhava na rivalidade entre Brutus e Popeye por Olívia Palito. Brutus se tornou um macaco, o que Miyamoto disse não ser "nada muito maligno ou repulsivo". Ele seria o animal de estimação do personagem principal, "um rapaz do tipo divertido e relaxado". Miyamoto também listou "A Bela e a Fera" e o filme de 1933 King Kong como influências. Apesar de sua origem como uma licença de tira cômica ter desempenhado um papel importante, Donkey Kong marcou a primeira vez que uma narrativa para um jogo eletrônico precedeu a programação do jogo ao invés de simplesmente ser anexada como algo irrelevante.
Yamauchi tinha como alvo primário o mercado norte-americano, então ele exigiu que fosse dado um título em inglês ao jogo. Miyamoto decidiu que o título do jogo seria o nome do macaco, o qual ele considerava o personagem mais marcante. A história de como Miyamoto surgiu com o nome "Donkey Kong" varia. Uma popular lenda urbana diz que o nome originalmente seria "Monkey Kong", mas foi soletrado de forma errada ou mal-interpretado devido a um fax borrado ou má conexão de telefone. Outra história afirma que Miyamoto buscou em um dicionário Japonês-Inglês por algo que significasse "gorila teimoso", ou que "Donkey" era para gerar uma sensação de "tolo"; "Kong" era uma gíria japonesa comum para "gorila". Outra afirmação é de que ele trabalhou com o gerente de exportação da Nintendo para criar o título, e que "Donkey" deveria representar "estúpido e idiota".
Miyamoto tinha expectativas altas quanto ao seu novo projeto. Ele não possuía as habilidades técnicas para que ele mesmo pudesse programá-lo, então ao invés disso, criou conceitos e consultou técnicos para ver se eram possíveis. Ele queria fazer com que os personagens tivessem diferentes tamanhos, movimentassem de maneira diferente e reagissem de diversas formas. Yokoi achou o desenho original de Miyamoto muito complexo. Outra ideia que Yokoi sugeriu era usar gangorras para catapultar o herói pela tela; isto era muito difícil de programar. Miyamoto então pensou em utilizar plataformas inclinadas, barris e escadas. Quando ele especificou que o jogo teria múltiplos níveis, o time de programadores composto por quatro pessoas reclamou que ele estava essencialmente pedindo-os que fizessem o jogo repetidamente. Todavia, eles seguiram o desenho de Miyamoto, criando cerca de 20 000 linhas de código. Enquanto isso, Miyamoto compôs a música do jogo em um teclado eletrônico.
Hiroshi Yamauchi acreditava que o jogo venderia bem e entrou em contato com Minoru Arakawa, chefe das operações da Nintendo nos Estados Unidos, para lhe dizer. Os distribuidores estado-unidenses da Nintendo, Ron Judy e Al Stone, levaram Arakawa a um advogado chamado Howard Lincoln para assegurar o registro da marca.
O jogo foi enviado à Nintendo of America para testes. O gerente de vendas o odiou por ser muito diferente dos jogos de quebra-cabeça e de tiro comuns à época, e Judy e Lincoln apresentaram reservas quanto ao estranho título. Ainda assim, Arakawa jurou que ele faria sucesso. A equipe estado-unidense pediu à Yamauchi que mudasse o nome, mas ele se recusou. Arakawa e a equipe estado-unidense começaram a traduzir a linha narrativa para a arte da cabine e os nomes dos outros personagens. Eles escolheram "Pauline" para Lady, em homenagem à Polly James, esposa do gerente de armazenamento da Nintendo em Redmond, Washington, Don James. Jumpman eventualmente recebeu o nome a partir de Mario Segale, o proprietário do armazém. Estes personagens foram impressos na arte das cabines estado-unidense e usados em materiais promocionais. Donkey Kong estava pronto para lançamento.
Stone e Judy convenceram os gerentes de dois bares em Seattle, Washington para instalar as máquinas de Donkey Kong. Os gerentes inicialmente mostraram relutância, mas quando viram vendas de US$ 30 por dia — ou 120 jogos — por uma semana, eles pediram mais unidades. Em seu quartel general em Redmond, uma equipe-esqueleto composta por Arakawa, sua esposa Yoko, James, Judy, Phillips e Stone dedicaram-se à retirar 2 000 máquinas excedentes de Radar Scope e as converter às placas-mãe e suprimentos de energia de Donkey Kong do Japão. O jogo foi lançado oficialmente em julho de 1981.
Em seu livro de 1982, Video Invaders, Steve Bloom descreveu Donkey Kong como "outro bizarro jogo de desenho animado, cortesia do Japão". Donkey Kong foi, entretanto, extremamente popular nos Estados Unidos e Canadá. As 2 000 unidades iniciais foram vendidas, e mais pedidos foram feitos. Arakawa começou a fabricar os componentes eletrônicos em Redmond uma vez que a espera por carregamentos do Japão estava demorando demais. Em outubro, Donkey Kong estava vendendo 4 000 unidades por mês, e até o fim de junho de 1982, Nintendo havia vendido 60 000 jogos de Donkey Kong no total, com um lucro de US$ 180 milhões. Judy e Stone, que trabalhavam a partir de comissão direta, se tornaram milionários. Arakawa usou os lucros da Nintendo para comprar 27 acres de terra em Redmond em julho de 1982. O jogo gerou outros US$100 milhões em seu segundo ano de lançamento. Permaneceu como o jogo mais vendido da Nintendo no verão boreal de 1983. Donkey Kong também vendeu de forma constante no Japão.

## Licenciamento e conversões

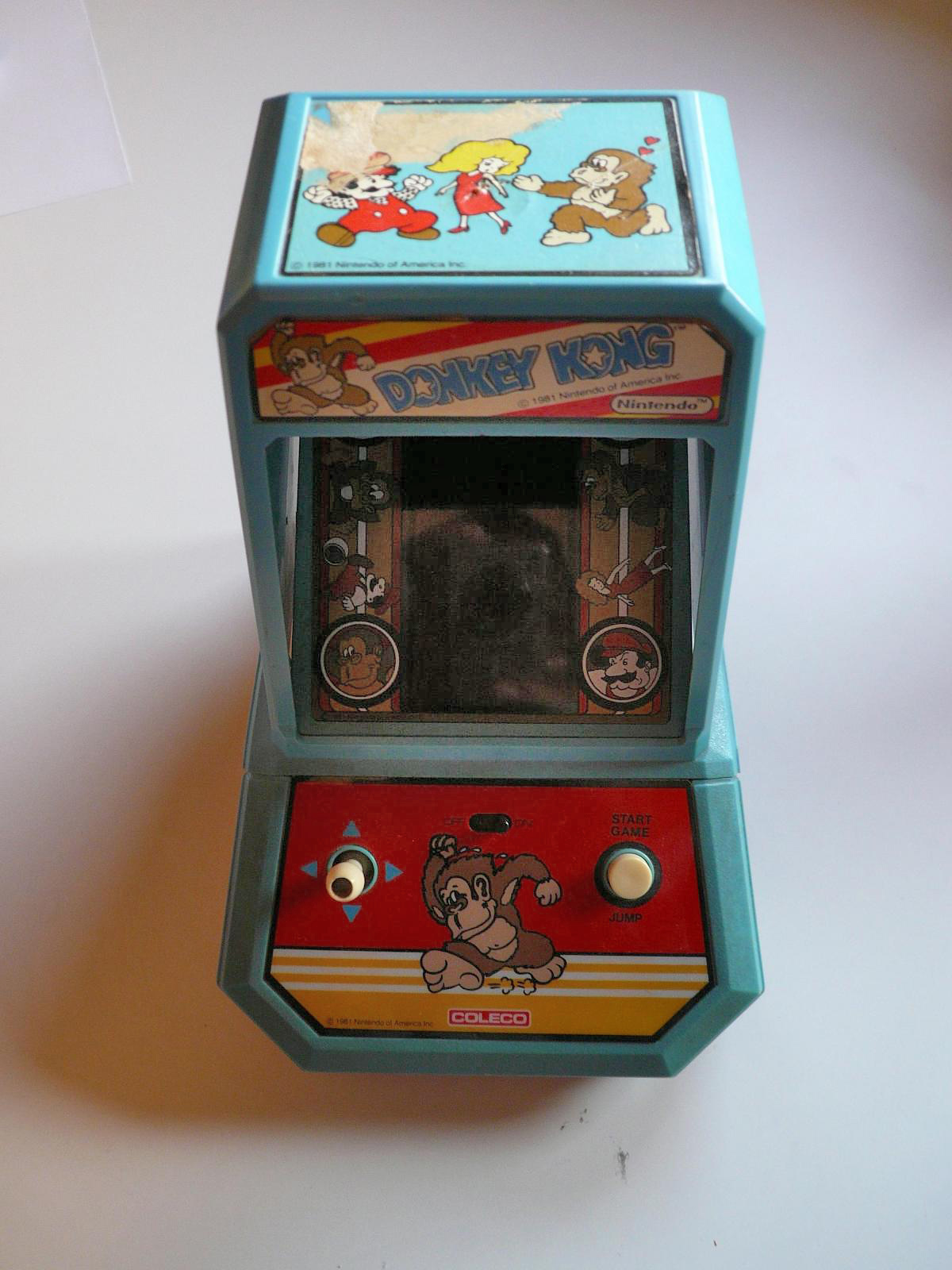
Jogo de mesa de Donkey Kong fabricado pela Coleco.

Até o fim de junho de 1982, o sucesso de Donkey Kong havia estimulado mais de 50 empresas nos Estados Unidos e Japão a licenciar os personagens do jogo. Mario e seu nêmeses símio apareceram em caixas de cereais, jogos de tabuleiro, pijamas, e mangá. Em 1983, o estúdio de animação Ruby-Spears produziu um desenho animado de Donkey Kong (assim como de Donkey Kong Jr) para o programa Saturday Supercade da CBS. No programa, enredos de solução de mistérios no modelo de Scooby-Doo são construídos ao redor da premissa de Mario e Pauline perseguindo Donkey Kong, que escapou do circo. O desenho durou duas temporadas.[carece de fontes?]
Desenvolvedores de console de videogames também estavam interessados. Taito ofereceu uma soma considerável para comprar todos os direitos de Donkey Kong, mas Nintendo os rejeitou. Os rivais Coleco e Atari abordaram a Nintendo no Japão e Estados Unidos, respectivamente. Por fim, Yamauchi garantiu à Coleco direitos exclusivos para console e jogo de mesa de Donkey Kong por que ele sentiu que "era a empresa mais faminta". Em adição, Arakawa acreditava que, como uma empresa mais estável nos Estados Unidos, Coleco poderia lidar melhor com o marketing. Em retorno, Nintendo receberia uma quantia não revelada, mais US$ 1,40 por cartucho do jogo vendido e US$ 1 pela unidade de jogo de mesa. Em 24 de dezembro de 1981, Howard Lincoln esboçou o contrato. Ele incluiu termos de que a Coleco seria responsável por qualquer coisa no cartucho do jogo, uma cláusula incomum para um acordo de licença. Arakawa assinou o documento no dia seguinte, e, em 1 de fevereiro de 1982, Yamauchi persuadiu o representante da Coleco no Japão a assiná-lo sem passar o documento pelos advogados da empresa.
Coleco não ofereceu o jogo sozinho; ao invés disso, eles o colocaram em um pacote com o ColecoVision. As unidades começaram a ser comercializadas em julho de 1982. A versão da Coleco é muito próxima à do arcade, mais ainda do que conversões de jogos anteriores que haviam sido feitas. Seis meses depois, Coleco ofereceu versões para Atari 2600 e Intellivision também. As vendas da Coleco dobraram para US$ 500 milhões e seus lucros quadruplicaram para US$ 40 milhões. Enquanto isso, Atari conseguiu os direitos para a versão em disquete de Donkey Kong e preparou a versão do jogo para Atari 800. Quando Coleco revelou o Adam Computer, rodando uma conversão de Donkey Kong no Consumer Electronics Show de 1983 em Chicago, Illinois, Atari protestou. Yamauchi exigiu que Arnold Greenberg, o presidente da Coleco, arquivar sua conversão para o Adam. Esta versão do jogo era baseada em cartucho, e portanto não era uma violação da licença da Nintendo com a Atari; ainda assim, Greenberg obedeceu. Ray Kassar da Atari foi demitido no mês seguinte, e a versão para PC de Donkey Kong não se concretizou.
As versões para o console Atari Computer incluem todos os quatro níveis do jogo original de arcade. A maioria dos lançamentos para console omitem o nível da esteira rolante e promovem outras mudanças. Por exemplo, o lançamento para ColecoVision não apresenta os projeteis trampolins no nível do elevador. Os lançamentos para Atari 2600 e Intellivision omitem completamente o nível do elevador.

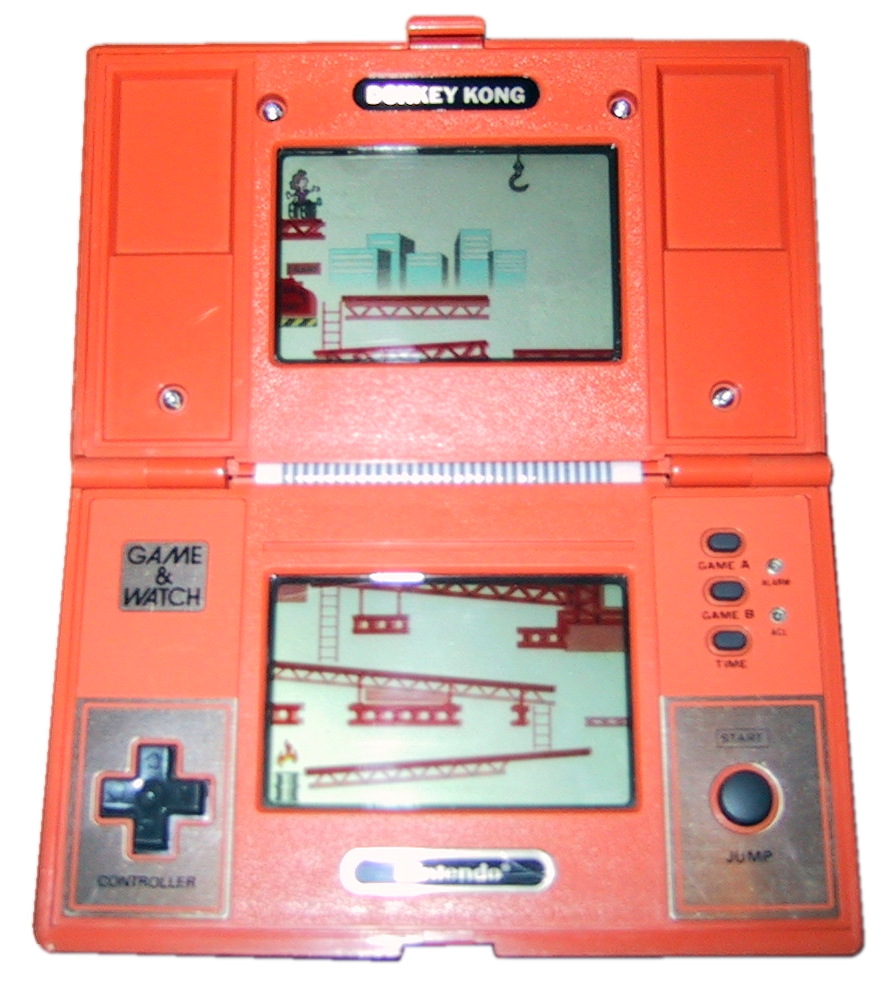
Versão para Game & Watch de Donkey Kong.

Miyamoto criou uma versão muito simplificada para o Game & Watch. Outras conversões incluem o Apple II, Atari 7800, Commodore 64, Commodore VIC-20, Famicom Disk System, PC, ZX Spectrum, Amstrad CPC e Mini-Arcade. O jogo foi convertido para Famicom em 1983 como um dos três títulos de lançamento do sistema; a mesma versão foi um dos títulos de lançamento para a versão norte-americana do Famicom, o NES. Entretanto, o nível da fabrica de cimento não está incluso, principalmente devido à limitações de armazenamento. Na tela inicial, esta versão inclui uma nova canção composta por Yukio Kaneoka; um arranjo da música aparece em Donkey Kong Country para o Super Nintendo Entertainment System. Ambos Donkey Kong e sua sequência, Donkey Kong Jr., estão incluídos na compilação de NES de 1988 Donkey Kong Classics. A versão de NES foi relançada como um jogo destravável em Animal Crossing para o GameCube e como um item de aquisição no Virtual Console do Wii. A versão original do jogo para arcade aparece no jogo para o Nintendo 64, Donkey Kong 64. Em 2004, Nintendo lançou a versão NES para a série Classic NES do Game Boy Advance e no e-Reader.

## Clones
Outras companhias passaram a Nintendo para trás completamente. Em 1981, O.R. Rissman, presidente da Tiger Electronics, obteve uma licença para usar o nome King Kong da Universal City Studios. Sob este título, a Tiger criou um jogo portátil com um cenário e jogabilidade baseadas diretamente na criação da Nintendo. Crazy Kong é outro exemplo, um clone manufaturado pela Falcon e licenciado para alguns mercados fora dos Estados Unidos. Todavia, as máquinas de Crazy Kong acabaram surgindo em alguns arcades estadunidenses durante o começo da década de 1980, frequentemente instaladas em cabines marcadas como Congorilla. Nintendo foi rápida em tomar ações legais contra aqueles que estavam distribuindo o jogo nos Estados Unidos. Cópias piratas de Donkey Kong também apareceram em tanto América do Norte quanto França sob os nomes Crazy Kong ou Donkey King.

Em 1983, Sega criou um clone de Donkey Kong chamado Congo Bongo. Apesar de ser em perspectiva isométrica, a jogabilidade é muito similar.[carece de fontes?]
Como acontecera com outros jogos de arcade populares da época, existiram clones não-oficiais para home systems. Clones no TRS-80 Color Computer incluíam Donkey King e Monkey Kong. Uma versão para Color Computer 3 foi criada em 2007 ao "traduzir" o código original para um código 6809. O resultado é um jogo que parece e que possui sensação similar ao original, exceto a proporção de tela. Outros clones incluem Killer Gorilla (Micro Power), um dos jogos mais vendidos no BBC Micro e Acorn Electron.[carece de fontes?]

## Processo da Universal
O sucesso da Nintendo com Donkey Kong não aconteceu sem obstáculos. Em abril de 1982, Sid Sheinberg, um advogado experiente e presidente da MCA e Universal City Studios, soube do sucesso do jogo e suspeitou que poderia ser uma  violação de marca registrada da criação da Universal, King Kong. Em 27 de abril de 1982, ele se reuniu com Arnold Greenberg da Coleco e ameaçou processar a versão caseira de Donkey Kong da Coleco. Coleco concordou, em 3 de maio, a pagar royalties para a Universal de 3% do valor de venda líquida de seu Donkey Kong, que valiam cerca de US$ 4,6 milhões. Enquanto isso, Sheinberg revocou a licença da Tiger para fazer o jogo de King Kong, mas O. R. Rissman se recusou a reconhecer a reivindicação da Universal para a marca registrada. Quando a Universal ameaçou a Nintendo, Howard Lincoln e Nintendo se recusaram a ceder. Em preparação para a batalha no tribunal adiante, Universal concordou em permitir a Tiger continuar a produzir seu jogo de King Kong, contanto que eles o distinguissem de Donkey Kong.
Universal processou oficialmente a Nintendo em 29 de junho de 1982 e anunciou sua licença com a Coleco. A empresa enviou cartas de cease and desist para os licenciados da Nintendo, todos os quais concordaram em pagar royalties à Universal, exceto Milton Bradley e Ralston Purina.
Caso Universal City Studios, Inc. contra Nintendo, Co., Ltd. foi ouvido na United States District Court for the Southern District of New York pelo Juiz Robert W. Sweet. Durante sete dias, o advogado da Universal, da firma de Nova York Townley & Updike, argumentou que os nomes King Kong e Donkey Kong eram facilmente confundidos e que o enredo do jogo era uma violação àquele dos filmes. O advogado da Nintendo, John Kirby, reagiu afirmando que a própria Universal havia argumentado em um caso anterior que o cenário e personagens de King Kong estavam em domínio público. Juiz Sweet decidiu a favor da Nintendo, premiando-a com os lucros da Universal obtidos com o jogo da Tiger (US$ 56 689,41), danos e o despesa com o advogado.
Universal apelou, tentando provar a confusão dos consumidores ao apresentar resultados de um questionário telefônico e exemplos da mídia impressa onde pessoas haviam supostamente presumido uma conexão entre os dois Kongs. Em 4 de outubro de 1984, entretanto, o tribunal sustentou o veredito prévio.
Nintendo e suas licenciadas registraram contra-argumentos contra a Universal. Em 20 de maio de 1985, o Juiz Sweet premiou a Nintendo em US$ 1,8 milhões por despesas legais, receitas perdidas, e outras despesas. Entretanto, ele negou a reivindicação da Nintendo quanto a danos daquelas licenciadas que havia pagado royalties a tanto Nintendo quanto Universal. Ambas as partes apelaram este julgamento, mas o veredito foi sustentado em 15 de julho de 1986.
Nintendo agradeceu John Kirby com um barco a vela de US$ 30 000 chamado Donkey Kong e "direitos mundiais exclusivos de usar o nome para barcos a vela". A batalha judicial também ensinou a Nintendo que eles podiam competir com companhias maiores da indústria do entretenimento.

## Legado

Capa da série de jogos Donkey Kong.

Donkey Kong gerou as sequências Donkey Kong Jr. e Donkey Kong 3, assim como o derivado Mario Bros.. Uma sequência para o jogo de arcade original no Game Boy, chamada Donkey Kong, une Donkey Kong e Donkey Kong Junior. Inicia-se com a mesma premissa donzela em apuros e quatro locações básicas ao passo que o jogo de arcade então progride para 97 níveis adicionais de quebra-cabeças. Nintendo reviveu a licença Donkey Kong nos anos 1990 para uma série de jogos de plataforma e derivados desenvolvidos pela Rare, começando com Donkey Kong Country em 1994. Donkey Kong Country: Tropical Freeze (2014) é o último desta série. Em 2004, Nintendo lançou Mario vs. Donkey Kong, uma sequência para o título de Game Boy. Nela, Mario deve perseguir Donkey Kong para recuperar os brinquedos roubados de Mini-Mario. No próximo jogo, Mario vs. Donkey Kong 2: March of the Minis, Donkey Kong mais uma vez se apaixona por Pauline e a sequestra, e Mario usa os brinquedos de Mini-Mario para ajudá-lo no resgate. Em 2004, Nintendo lançou o primeiro dos jogos Donkey Konga, uma série que envolve ritmos em um controle em forma de bongo. Em 2007, Donkey Kong Barrel Blast foi lançado para o Wii. Super Smash Bros. Brawl apresenta música do jogo com arranjos por Hirokazu "Hip" Tanaka e um nível intitulado "75m", uma réplica quase exata de seu homônimo em Donkey Kong. Enquanto o nível contém seus itens, Pauline não está presente no elevado no topo do nível.
Seu sucesso estabeleceu o jogo na cultura popular estado-unidense. Em 1982, Buckner & Garcia e R. Cade and the Video Victims ambos gravaram canções baseadas no jogo. Artistas como DJ Jazzy Jeff & the Fresh Prince e Trace Adkins referenciaram o jogo em canções, o que também aconteceu em episódios de Os Simpsons, Futurama e Fairly Odd Parents. Até hoje, efeitos sonoros da versão para o Atari 2600 frequentemente servem como sons genéricos para jogos eletrônicos em filmes e séries de televisão. Killer List of Videogames classifica Donkey Kong como o terceiro jogo de arcade mais popular de todos os tempos e o coloca na 25ª posição na lista  "Top 100 Videogames". Em fevereiro de 2006, Nintendo Power o posicionou como o 148º melhor jogo feito em um Nintendo System. Atualmente, Donkey Kong é o quinto jogo de arcade mais popular entre colecionadores O documentário de 2007 The King of Kong: A Fistful of Quarters explora o mundo competitivo dos jogos de arcade clássicos e conta a história da jornada de Steve Wiebe para vencer o recorde de pontos de Billy Mitchell em Donkey Kong. Em 2018, foi descoberto que Billy trapaceou por usar um emulador na máquina. Ele foi excluído do Guinness Book com todas as duas pontuações, incluindo o Pac-Man, removidas. Em março do mesmo ano, o recorde que pertencia a Billy foi batido por Robbie Lakeman com 1 247 700 pontos.[carece de fontes?]